# Kanton Pont-du-Château
Der Kanton Pont-du-Château ist seit 1790 ein französischer Wahlkreis im Arrondissement Clermont-Ferrand im Département Puy-de-Dôme und in der Region Auvergne-Rhône-Alpes; sein Hauptort ist Pont-du-Château.

## Gemeinden
Der Kanton besteht aus drei Gemeinden mit insgesamt 24.170 Einwohnern (Stand: 2022) auf einer Gesamtfläche von 48,98 km²:
| Gemeinde               | Einwohner 1. Januar 2022 | Fläche km² | Dichte Einw./km² | Code INSEE | Postleitzahl |
| ---------------------- | ------------------------ | ---------- | ---------------- | ---------- | ------------ |
| Lempdes                | 8.646                    | 12,30      | 703              | 63193      | 63370        |
| Mur-sur-Allier         | 3.102                    | 15,07      | 206              | 63226      | 63111,63115  |
| Pont-du-Château        | 12.422                   | 21,61      | 575              | 63284      | 63430        |
| Kanton Pont-du-Château | 24.170                   | 48,98      | 493              | 6324       | –            |

Bis zur Neuordnung bestand der Kanton aus den fünf Gemeinden: Dallet, Lempdes, Lussat, Les Martres-d’Artière und Pont-du-Château.

## Änderungen im Gemeindebestand seit der Neugliederung der Kantone
2019: Fusion Dallet und Mezel (Kanton Billom) → Mur-sur-Allier

## Bevölkerungsentwicklung
| Jahr                       | 1962  | 1968   | 1975   | 1982   | 1990   | 1999   | 2006   | 2011   |
| Einwohner                  | 7.434 | 10.370 | 13.810 | 18.426 | 20.133 | 20.325 | 22.331 | 23.361 |
| Quellen: Cassini und INSEE |       |        |        |        |        |        |        |        |